# F1 2018
F1 2018 — это компьютерная игра в жанре автосимулятора. Игра вышла 24 августа 2018 года, разрабатывается студией Codemasters и является частью серии F1. Игра основана на сезоне 2018 года Формулы-1 и будет включать двадцать одну трассу, десять команд и двадцать пилотов этого года. F1 2018 вышла на Microsoft Windows, PlayStation 4, Xbox One и iOS. Версия для Android также будет выпущена через Google Play.

## Отзывы
| Сводный рейтинг | Сводный рейтинг |
| Агрегатор       | Оценка          |
| --------------- | --------------- |
| GameRankings    | 82,70 %         |